# Пролетарский (Красногвардейский район)
Пролета́рский — хутор в Красногвардейском районе (муниципальном округе) Ставропольского края России.
До 16 марта 2020 года входил в состав сельского поселения Родыковский сельсовет.

## География
Расстояние до краевого центра: 103 км.
Расстояние до районного центра: 35 км.

## Население
| 1989 | 2002 | 2010 | 2014 |
| ---- | ---- | ---- | ---- |
| 297  | ↘257 | ↘229 | ↘200 |

По данным переписи 2002 года в национальной структуре населения преобладают русские (88 %).